# شهرستان هارالسون (جورجیا)
شهرستان هارالسون (به انگلیسی: Haralson County) یک شهرستان در ایالات متحده آمریکا است که در جورجیا واقع شده‌است. شهرستان هارالسون ۷۳۲٫۹۷ کیلومتر مربع مساحت دارد.